# Campeonato Asiático de Béisbol
El Campeonato Asiático de Béisbol es el principal torneo de campeonato entre equipos nacionales de béisbol en Asia, gobernado por la Federación de Béisbol de Asia (BFA). Se lleva a cabo cada dos años en años impares y desde 1983 también funciona como los juegos de clasificación para el béisbol en los Juegos Olímpicos de verano si el año del evento es exactamente un año antes de los Juegos Olímpicos. En años pares, se lleva a cabo la Copa Asiática de Béisbol, para determinar dos clasificados, uno de la División Este y otro de la División Oeste, para unirse a equipos de China, Taiwán, Japón y Corea del Sur. La competición ha estado dominada por equipos de Japón, Corea del Sur y Taiwán.

## Resultados
| Año  | Anfitrión final |                                                            | Campeón                                                    | Subcampeón                                                 | 3.er lugar                        |
| 1954 | Manila          | Filipinas                                                  | Japón                                                      | Corea del Sur                                              |                                   |
| 1955 | Manila          | Japón                                                      | Taiwán                                                     | Corea del Sur                                              |                                   |
| 1959 | Tokio           | Japón                                                      | Corea del Sur                                              | Taiwán                                                     |                                   |
| 1962 | Taipéi          | Japón                                                      | Taiwán y Corea del Sur Empates como subcampeones           | Taiwán y Corea del Sur Empates como subcampeones           |                                   |
| 1963 | Seúl            | Corea del Sur                                              | Taiwán y Japón Empates como subcampeones                   | Taiwán y Japón Empates como subcampeones                   |                                   |
| 1965 | Manila          | Japón                                                      | Corea del Sur                                              | Taiwán                                                     |                                   |
| 1967 | Tokio           | Japón                                                      | Corea del Sur                                              | Taiwán                                                     |                                   |
| 1969 | Taipéi          | Japón                                                      | Taiwán                                                     | Filipinas                                                  |                                   |
| 1971 | Seúl            | Corea del Sur                                              | Japón                                                      | Filipinas                                                  |                                   |
| 1973 | Manila          | Japón                                                      | Corea del Sur                                              | Taiwán                                                     |                                   |
| 1975 | Seúl            | Corea del Sur                                              | Japón                                                      | Australia                                                  |                                   |
| 1983 | Seúl            | Taipéi Chino, Japón y Corea del Sur Empates como campeones | Taipéi Chino, Japón y Corea del Sur Empates como campeones | Taipéi Chino, Japón y Corea del Sur Empates como campeones |                                   |
| 1985 | Perth           | Japón                                                      | Taipéi Chino y Corea del Sur Empates como subcampeones     | Taipéi Chino y Corea del Sur Empates como subcampeones     |                                   |
| 1987 | Tokio           | Taipéi Chino                                               | Japón                                                      | Corea del Sur                                              |                                   |
| 1989 | Seúl            | Corea del Sur, Taipéi Chino y Japón Empates como campeones | Corea del Sur, Taipéi Chino y Japón Empates como campeones | Corea del Sur, Taipéi Chino y Japón Empates como campeones |                                   |
| 1991 | Pekín           | Japón                                                      | Taipéi Chino                                               | Corea del Sur                                              |                                   |
| 1993 | Perth           | Japón                                                      | Corea del Sur                                              | Taipéi Chino                                               |                                   |
| 1995 | Kurashiki       | Japón                                                      | Corea del Sur                                              | Taipéi Chino                                               |                                   |
| 1997 | Taipéi          | Corea del Sur                                              | Japón                                                      | Taipéi Chino                                               |                                   |
| 1999 | Seúl            | Corea del Sur                                              | Japón                                                      | Taipéi Chino                                               |                                   |
| 2001 | Taipéi          | Taipéi Chino                                               | Corea del Sur                                              | Japón                                                      |                                   |
| 2003 | Sapporo         | Japón                                                      | Taipéi Chino                                               | Corea del Sur                                              |                                   |
| 2005 | Miyazaki        | Japón                                                      | Taipéi Chino                                               | China                                                      |                                   |
| 2007 | Taichung        | Japón                                                      | Corea del Sur                                              | Taipéi Chino                                               |                                   |
| 2009 | Sapporo         | Japón                                                      | Taipéi Chino                                               | Corea del Sur                                              |                                   |
| 2012 | Taichung        | Japón                                                      | Taipéi Chino                                               | Corea del Sur                                              |                                   |
| 2015 | Taichung        | Corea del Sur                                              | Taipéi Chino                                               | Japón                                                      |                                   |
| 2017 | Nueva Taipéi    | Japón                                                      | Taipéi Chino                                               | Corea del Sur                                              |                                   |
| 2019 | Taichung        | Taipéi Chino                                               | Japón                                                      | China                                                      |                                   |
| 2021 | Taiwán          | A celebrarse en diciembre de 2021                          | A celebrarse en diciembre de 2021                          | A celebrarse en diciembre de 2021                          | A celebrarse en diciembre de 2021 |

## Medallero
| Rango | País          | Oro | Plata | Bronce | Total |
| ----- | ------------- | --- | ----- | ------ | ----- |
| 1     | Japón         | 19  | 9     | 2      | 30    |
| 2     | Corea del Sur | 8   | 10    | 9      | 27    |
| 3     | Taipéi Chino  | 6   | 12    | 9      | 27    |
| 4     | Filipinas     | 1   | 0     | 2      | 3     |
| 5     | China         | 0   | 0     | 2      | 2     |
| 6     | Australia     | 0   | 0     | 1      | 1     |